# Střelba (film)
Střelba (v anglickém originále The Shooting) je americký westernový film z roku 1966. Režisérem filmu je Monte Hellman. Hlavní role ve filmu ztvárnili Warren Oates, Will Hutchins, Millie Perkins, Jack Nicholson a B. J. Merholz.

## Obsazení
| Warren Oates    | Willett Gashade |
| Will Hutchins   | Coley           |
| Millie Perkins  | žena            |
| Jack Nicholson  | Billy Spear     |
| B. J. Merholz   | Leland Drum     |
| Charles Eastman | vousatý muž     |
| Guy El Tsosie   | Indián          |
| Brandon Carroll | šerif           |